# 布羅尼齊亞
49°26′46″N 23°26′14″E / 49.44611°N 23.43722°E
布羅尼齊亞（烏克蘭語：Брониця），是烏克蘭的村落，位於該國西部利沃夫州，由德羅霍貝奇區負責管轄，始建於1600年，面積4.7平方公里，2015年人口901，人口密度每平方公里191.7人。